# Cordolino José Ambrósio
Cordolino José Ambrósio (Miracema, 3 de junho de 1904 — Petrópolis, 29 de maio de 1979), ou politicamente conhecido como Cordolino Ambrósio, foi um comerciante e um político brasileiro. Filho de João José Ambrósio e de Ana da Silva.

## Biografia
Estabeleceu-se como comerciante na cidade de Petrópolis, onde tornou-se presidente da Associação Comercial de Petrópolis. Também foi vice-presidente do Petropolitano Futebol Clube em 1950, tendo como presidente Gabriel K. Fróes.
Desenvolvendo sua trajetória política em Petrópolis, foi eleito, em 1950, prefeito da cidade de Petrópolis para o período entre 1951 e 1955. Em sua administração destacou-se a politica educacional com a criação do Liceu Municipal, hoje com seu nome. Foi reconhecido pela sua austeridade e sobriedade, e sendo pioneiro em implantação de programas sociais para as comunidades mais carentes. Junto ao Banco do Brasil, Cordolino Ambrósio, resgatou grande endividamento municipal que foi realizado no governo anterior, de Flávio Castrioto.
Elegeu-se em 1958 deputado estadual. Líder de sua bancada na Assembleia Legislativa fluminense (ALERJ), Chefe da Casa Civil do governador Roberto Silveira, que o nomeou Secretário de Segurança Pública. Reeleito em 1962, tornou-se presidente da Assembleia Legislativa fluminense.
Após a cassação do governador Badger da Silveira e de João Baptista da Costa, seu vice-governador, assumiu o governo do estado do Rio de Janeiro na condição de presidente da Assembleia Legislativa fluminense, de 1 a 4 de maio de 1964, quando foi empossado o general Paulo Francisco Torres.
Ainda foi presidente da Caixa Econômica Federal do Estado do Rio de Janeiro. Em 1966 foi eleito como suplente de Paulo Francisco Torres no Senado Federal.
Cordolino José Ambrósio casou-se em Bicas-MG com Doralice Varanda (conhecida como Poty), onde nasceram seus 4 filhos: Luvercy, Luis Carlos, Aloísio e Heloísa.